# Frederik Sørensen
Frederik Hillesborg Sørensen (Kopenhagen, 14. travnja 1992.) je danski nogometaš koji trenutačno igra za Bolognu te za dansku reprezentaciju do 21 godine.